# Остапчук Сергій Ігорович
Сергій Остапчук (біл. Сяргей Астапчук; 19 березня 1990, Новополоцьк — 7 вересня 2011, Ярославль) — білоруський хокеїст, що грав на позиції крайнього нападника.

## Ігрова кар'єра
Хокейну кар'єру розпочав 2007 року виступами за команду «Локомотив» (Ярославль) в чемпіонаті Росії.
Усю професійну клубну ігрову кар'єру, що тривала 5 років, провів, захищаючи кольори команди «Локомотив» (Ярославль) (Росія — КХЛ).

## Загибель
7 вересня 2011 під час виконання чартерного рейсу за маршрутом Ярославль—Мінськ сталася катастрофа літака Як-42 внаслідок чого загинуло 43 особи з 45-и (після авіакатастрофи вижило лише двоє — хокеїст Олександр Галімов та бортінженер Олександр Сізов, які у важкому стані були госпіталізовані до міської лікарні Ярославля), серед загиблих також був і гравець Сергій Остапчук.

## Статистика
| Сезон                      | Клуб                       | Ліга                       | Регулярний сезон | Регулярний сезон | Регулярний сезон | Регулярний сезон | Регулярний сезон | Плей-оф | Плей-оф | Плей-оф | Плей-оф | Плей-оф |
| Сезон                      | Клуб                       | Ліга                       | І                | Г                | П                | О                | ШХ               | І       | Г       | П       | О       | ШХ      |
| -------------------------- | -------------------------- | -------------------------- | ---------------- | ---------------- | ---------------- | ---------------- | ---------------- | ------- | ------- | ------- | ------- | ------- |
| 2007–08                    | «Локомотив» (Ярославль)    | Росія                      | 3                | 0                | 1                | 1                | 2                | —       | —       | —       | —       | —       |
| 2008–09                    | «Руен-Норанда Хаскіс»      | ГЮХЛК                      | 61               | 29               | 34               | 63               | 40               | 5       | 1       | 3       | 4       | 20      |
| 2009–10                    | «Руен-Норанда Хаскіс»      | ГЮХЛК                      | 38               | 21               | 16               | 37               | 46               | 11      | 2       | 6       | 8       | 18      |
| 2009–10                    | «Локомотив» (Ярославль)    | КХЛ                        | 8                | 0                | 0                | 0                | 4                | —       | —       | —       | —       | —       |
| 2010–11                    | «Локомотив» (Ярославль)    | КХЛ                        | 28               | 2                | 1                | 3                | 10               | 7       | 0       | 0       | 0       | 0       |
| Усього в чемпіонатах Росії | Усього в чемпіонатах Росії | Усього в чемпіонатах Росії | 3                | 0                | 1                | 1                | 2                | —       | —       | —       | —       | —       |
| Усього в ГЮХЛК             | Усього в ГЮХЛК             | Усього в ГЮХЛК             | 99               | 50               | 50               | 100              | 86               | 16      | 3       | 9       | 12      | 38      |
| Усього в КХЛ               | Усього в КХЛ               | Усього в КХЛ               | 36               | 2                | 1                | 3                | 14               | 7       | 0       | 0       | 0       | 0       |